# Fundació Catalunya Estat
Fundació Catalunya Estat és una fundació és una entitat privada que promou els estudis, treballs i accions de conscienciació per a l'assoliment de l'estat català, una eina al servei de l'anàlisi, el treball i la conscienciació de la societat civil i els polítics que la representen, perquè assumeixin l'independentisme com l'opció més vàlida i enriquidora per a Catalunya i la seva ciutadania. amb la intenció de crear un grup de pressió orientat a empresaris perquè s'acostin a l'independentisme. El president de la fundació és Jaume Vallcorba i Tura, autor entre d'altres, del llibre Un país, un estat. Estratègia i negociació per a la independència.
La Fundació es va presentar el 3 de febrer de 2011 a Barcelona. Està formada per vint patrons, alguns d'ells provinents de diverses entitats i àmbits independentistes, entre els quals destaquen ex membres del Cercle Català de Negocis. Des de la seva creació, la Fundació Catalunya Estat fa presentacions arreu del territori català, tot explicant els beneficis econòmics, polítics i socials que suposaria la independència de Catalunya. Es dirigeix a entitats cívic culturals, grups empresarials, sindicats i responsables de partits polítics.
Un dels seus projectes més destacats és la creació d'un fons de finançament orientat a empreses catalanes, que segons la fundació pot moure quantitats de fins a cent milions d'euros. Amb part dels diners recaptats al març de l'any 2011 van fer un donatiu de 20.000 euros per al desenvolupament de les Consultes sobre la independència de Catalunya. Així mateix, part del seu treball es tradueix en donar suport a la recent constituïda, Associació de Municipis per la Independència i l'Assemblea Nacional Catalana, Moviment per la Independència